# Hummer Badlands
Hummer Badlands es un videojuego de carreras desarrollado por Eutechnyx y publicado por Global Star Software. Fue lanzado en Norteamérica para PlayStation 2 el 13 de abril de 2006, y para Xbox al día siguiente. El juego consiste en carreras todoterreno en un vehículo Hummer.

## Jugabilidad
En este juego de carreras te pones al volante de una Hummer. Conduces y eliges entre 19 modelos diferentes de Hummer mientras compites para ganar en diferentes carreras a través de todos los modos del juego: Campeonato, Tug'O'war y Extreme Off-road, donde corres hasta la cima de una montaña a través de un clima intenso, sobre árboles caídos, arbustos y hierba alta. A medida que gana, desbloquea Hummers personalizados, pistas y personalizaciones para mejorar su vehículo. El modo multijugador incluye carreras cara a cara de 2 jugadores en pantalla dividida.

## Recepción
El juego recibió "críticas generalmente desfavorables" en ambas plataformas según el agregador de reseñas Metacritic.